# Оттендорф (Киль)
Оттендорф (нем. Ottendorf) — община в Германии, в земле Шлезвиг-Гольштейн.
Входит в состав района Рендсбург-Экернфёрде. Подчиняется управлению Ахтервер. Население составляет 847 человек (на 31 декабря 2010 года). Занимает площадь 3,55 км².